# 奴工农场
奴工农场是南方报业《云南信息报》等媒体对中国四川省渠县当局救助站的形容。“得救的”智障人士常遭拷打，受着死亡的威胁。他们所食，如同猪食；所做，如同奴工。附近的村民称，若做不了工，会消失。奴工住在地底下。然而，救助站地上的房间则是另外一番景象，作为度假山庄，打麻将的人们欢天喜地，夜夜笙歌。

## 当局反应
2010年12月21日，中国共产党渠县纪委、渠县监察局召开发布会称确实有救助站员工“私下”与智障包身工组织者曾令全签有用工协议，并决定对救助站站长停职。次日，上海《东方早报》记者发现被停职的站长仍在办公室上班，但附近村民却被封了口，农场记者再也进不去。据了解，早前报道里提到的奴工，在见报当晚消失。村民与记者交谈时，被路过的中共村支书和队长阻止。